# Rundorme
Rundorm (Nematoda, fra gr. nema, 'tråd') er en klasse af langstrakte, blinde, uleddede orme, der oftest er tilspidsede i enderne.
Rundormene er som regel ganske små, og vanskelige at se uden mikroskop. Med det blotte øje ligner de som regel et menneskehår der bevæger sig. Men der findes talrige undtagelser: f.eks. er menneskets spolorm ca. 30 cm lang, mens blåhvalens er mange meter lang. 
Fordøjelseskanalen går fra mund til anus, der befinder sig for enden af halen. Rundormes hud er faktisk et vokslag (kutikula) der beskytter dyret mod både fysisk og kemiske angreb og giver en let, strukturel støtte.
Rundormene er tilpasset de mest forskelligartede nicher: fra arter, som lever af dødt materiale, over andre, som angriber levende plantedele, til rovdyr og snyltere. De forskellige arter har udviklet specialiserede munddele for at angribe og spise deres givne føde. De er formentlig den mest udbredte livsform i dyreriget efter leddyrene med over 20.000 identificerede arter og formentlig et samlet antal omkring en million.

## Sygdomsfremkaldende arter
Flere arter fremkalder sygdomme hos mennesker og husdyr, f.eks. 
- spolorm
- børneorm
- palisadeorm
- piskeorm
- trikin
- trådorm

## Rundorme i jord
Rundorme, som findes i jord eller planter, kaldes også for "ål". Sammen med protozoer mineraliserer de næringsstoffer fra bakterier og svampe. En teskefuld god muldjord indeholder omring 20 bakteriespisende rundorme, 20 svampespisende og nogle få rovdyr og plantesnyltere, i alt omtrent 40-50 rundorme. Forholdet mellem bakterie- og svampespisende rundorme er direkte knyttet til tilgængeligheden af disse.
Rundormenes formentlig vigtigste funktion i dyrkningsøjemed er mineralisering. Ved at spise svampe og bakterier frigiver rundorme tidligere utilgængelig kvælstof i rodzonen i form af ammonium. Hvis mængden af kvælstoffikserende bakterier i området er lavt (som de oftest er når pH er under 7) vil mineraliseret kvælstof som regel findes i form af ammonium, dvs. ikke konverteret til nitrat. Fordi rundorme er større end bakterier, svampe og protozer, kræver de mere porøs jordstruktur for at bevæge sig og deres antal vil være lavere, hvis jordens struktur ikke er egnet eller er for kompakt. Begge disse situationer vil blokere rundormene i deres søgen efter føde og næring og tilførslen af kvælstof til jorden vil dermed falde.
Rundorme hjælper også til at transportere bakterier, der på egen hånd ikke er særligt mobile. Bakterierne sætter sig fast til rundormes hud og spredes til nye områder som rundormen bevæger sig gennem jorden efter føde.
De plantesnyltende rundorme kan være meget ødelæggende for plantedyrkningen, og de kan forhindre dyrkning af bestemte afgrøder i årevis. Se f.eks.
- Jordtræthed
- Kartoffelål
- Rodål
- Stængelnematoder

## Specielt
Arten Caenorhabditis elegans er specielt brugt i biologisk forskning. Den er en af de simpleste organismer med et nervesystem.

## Ekstern henvisning
- Intestinale rundorme (nematoder)